# 韓麗珠
韓麗珠（1978年—），女，香港作家，作品風格帶有超現實主義色彩。
14歲時首次在《星島日報》發表作品，之後曾在《Magpaper》雜誌連載極短篇小說，未滿20歲便出版第一本小說集《輸水管森林》。
香港城市大學翻譯及語言學系畢業，香港嶺南大學文化研究碩士。
曾参与2009深圳香港双城双年展特别项目「漫游：建筑体验与文学想象」，撰写了小说《回家》虚构人与建筑（土楼公舍）的故事。她在2018年獲香港藝術發展局頒發2018藝術家年獎（文學藝術）。

## 著作
長篇小說
- 《灰花》（2009）
- 《縫身》（2010）
- 《離心帶》（2013）
- 《空臉》（2017）

中短篇小說集
- 《輸水管森林》（1998）
- 《寧靜的獸》（2004）
- 《風箏家族》（2008）
- 《雙城辭典》（2012，與謝曉虹合著）
- 《失去洞穴》（2015）
- 《人皮刺繡》（2019）

散文
- 《回家》（2018）
- 《黑日》（2020）
- 《半蝕》（2021）

合集
- 《Hard Copies》（1999）

## 榮譽
- 〈風箏家族〉獲第20屆台灣聯合文學小說新人獎中篇小說首獎
- 《寧靜的獸》獲第8屆香港中文文學雙年獎小說組推薦獎
- 《風箏家族》獲台灣2008開卷好書獎中文創作獎、2008亞洲週刊中文十大小說
- 《灰花》獲2009亞洲週刊中文十大小說、第三屆紅樓夢獎專家推薦獎
- 2018年藝發局藝術家年獎（文學藝術）